# Jacob von Roeser
Jacob von Roeser (* 3. Juni 1799 in Ellingen; † 25. April 1862 in Bartenstein) war deutscher Arzt, Leibarzt und Reisender.

## Leben
Jacob von Roeser wurde 1799 in Ellingen im heutigen Landkreis Weißenburg-Gunzenhausen als ältester Sohn des Mergentheimer kurfürstlich kölnischen Hofrats und Leibarztes Maximilian Justin Roeser († 12. August 1836) geboren. Seine Mutter war Elisabeth geborene Bona und begleitete ihren Mann auf den vielen Reisen mit den Kurfürsten. Sein Bruder Bernhard Röser (1806–1868) war königlich griechischer Leibarzt, Constantin Röser (1809–1870) war königlich griechischer Regierungs-Architekt, seine Schwester Christine war mit einem Dr. Weber aus Königswinter verheiratet.
Nach dem Besuch des Lyceums in Mergentheim studierte er im Alter von 16 Jahren Medizin an der Universität Würzburg. Er setzte seine Studien in Tübingen fort, promovierte dort 1819. Danach begab er sich auf Reisen nach Paris, London, Berlin und Wien. Dort war er mit Studien an den Krankenhäusern beschäftigt. Nach Mergentheim zurückgekehrt, praktizierte er mit seinem Vater, bis er im Jahre 1823 von dem damaligen Fürsten Karl August Theodor zu Hohenlohe-Bartenstein als Leibarzt angestellt wurde. Im gleichen Jahr heiratete er. Ab 1834 unternahm er eine größere Reise nach Griechenland und in den Nahen Osten. Er hielt sich längere Zeit bei seinem jüngeren Bruder Bernhard, Leibarzt des Königs Otto von Griechenland in Athen auf. Er bereiste Ägypten und Syrien und widmete sich während eines Aufenthalts in Jerusalem der Behandlung Pestkranker. Dafür wurden ihm Ordensauszeichnungen wie Ritterkreuz des heiligen Silvester, des heiligen Kriegerordens und später der griechische Erlöser-Orden verliehen. Im Jahr 1836 veröffentlichte er Tagebuch meiner Reise nach Griechenland, in die Türkei, nach Aegypten und Syrien und 1837 Ueber einige Krankheiten des Orients. Das Hohenlohe-Zentralarchiv Neuenstein verwahrt ein Schreiben des Papstes Gregor XVI. von 1838 an Ludwig Albrecht zu Hohenlohe-Jagstberg über die Verleihung eines päpstlichen Ordens an Dr. Jakob Roeser. 1853 heiratete von Roeser zum zweiten Mal und unternahm Reisen nach Frankreich und Spanien. Jacob Ritter von Roeser verstarb 1862 nach längerer Krankheit und mehreren Operationen hochgeehrt in Bartenstein, einem heutigen Stadtteil von Schrozberg.

## Familie
Er heiratete 1823 seine Kusine Maria Eva Veith († 1828). Ihr Vater war Hofkammerrat in Königswinter, ihre Mutter eine geborene Bona, die Schwester seiner Mutter. Das Paar hatte fünf Kinder, von denen drei früh starben, es überlebten seine Zwillingstöchter Maria und Bernhardina.
Im Jahr 1853 heiratete er Johanna Franziska Märklin eine Tochter des verstorbenen fürstlichen Assessors in Bartenstein. Das Paar hatte eine Tochter die aber noch jung starb.

## Werke
Neben zahlreichen Veröffentlichungen in Fachzeitschriften schrieb er:
- 1836, Tagebuch meiner Reise nach Griechenland, in die Türkei, nach Aegypten und Syrien, Band 1, Teil 2
- 1837, Ueber einige Krankheiten des Orients: mit Abbildungen, Digitalisat